# Pataki Ferenc (internacionalista)
Pataki Ferenc (Herkulesfürdő, 1892. december 1. – Sopronkőhida, 1944. november 4.)

## Élete
Hatéves korában árvaházba adták. Elvégezte a tanítóképzőt. Először Budapesten tisztviselő, utána tanítói állást vállalt, majd 1913-tól a lugosi 8. honvéd gyalogezred tartalékos tiszti tanfolyamának a hallgatója.
Az első világháború kitörésekor az orosz frontra került. 1915 márciusában, Przemysl elestekor zászlósként esett fogságba. A krasznojarszki hadifogolytáborba szállították, s itt élte át az orosz forradalmakat. A táborban kitűnően megtanult oroszul, és a haladó nézetű tisztek egyik hangadója. 1918 elejétől részt vett a hadifoglyok vörösgárdista egységeinek létrehozásában. 1918 áprilisában belépett az oroszországi kommunista pártba. A Külföldi Munkások Kommunista Szervezete Végrehajtó Bizottságának elnöke és képviselője a bolsevik párt helyi kormányzósági bizottságában. Az Előre és a Fáklya című magyar nyelvű, hadifoglyoknak szánt propagandalapokat szerkesztette. 1918. május–júniusban vörösgárdisták élén vett részt a Krasznojarszkért vívott véres csatában. A szibériai harcok során a fehérek fogságába került. Megkínozták, előbb halálra, majd életfogytiglani börtönre ítélték. 1919 novemberéig sínylődött a krasznojarszki börtönben, majd egy Kelet-Szibériába küldött fogolytranszportba irányították. A „halálvonat” foglyait a csenemhovói bányamedence partizánjai szabadították ki. Patakit ezután kinevezték egy frissen alakuló osztag parancsnokának. Vezetésével 1920 januárjában ragadták el a szovjethatalom számára Kolcsak és fehér „kormánya” kezében lévő „aranyvonatot”, a volt orosz birodalom teljes, mintegy 651 millió aranyrubel értékű aranytartalékát.
1920 februárjától Pataki a cseremhovói járás forradalmi bizottságának elnöke. Az év őszén Moszkvába rendelték, ahol az Összoroszországi Különleges Bizottságban (VCSK, közismertebb nevén: Cseka) teljesített szolgálatot. 1921 októberétől Feliksz Dzerzsinszkij közvetlen munkatársa az állambiztonság „banditizmus elleni harcot" irányító főnökségében, majd a kémelhárítási osztály helyettes vezetője. E minőségében dolgozta ki a szovjet határőrséget megszervező rendeletet, amelyet legfelsőbb szinten maga Lenin és a Népbiztosok Tanácsa is jóváhagyott. 1923-tól pártmegbízásból a Legfelsőbb Népgazdasági Tanács szerveiben tevékenykedett. Elnökhelyettese volt szovjet Közép-Ázsia első vízerőművét és textilkombinátját vezető állami bizottságnak. Részt vett a szovjet filmipar irányításában is. Később a Komintern egyik főiskolájának, a Keleti Dolgozók Kommunista Egyetemének rektorhelyettesévé nevezték ki. 1937-ben a sztálini nagy tisztogatás során őt is kizárták a pártból.
1941 után önként jelentkezett a Vörös Hadseregbe. 1943 augusztus 18-án hétfőnyi partizánosztag parancsnokaként ejtőernyővel ért földet az akkor Magyarországhoz tartozó Kárpátalján. Elsődleges feladata a hírszerzés volt. Sikeres landolás után megkezdődött a kémhálózat kiépítése és az ellenállási csoportok szervezése Huszton, Munkácson, Ungváron és a falvakban. Ukránok, magyarok, szlovákok (köztük zsidók) segítették a csoportot, kommunisták és más antifasiszták sora (nagyjából 190 fő) kapcsolódott be a munkába. Figyelték a katonai utánpótlást, a kárpáti Árpád-védvonal építését, emberük volt még a csendőrségen is. A megszerzett adatokat rádión továbbították a moszkvai partizánparancsnokságra. 1943 októberében Pataki Budapestre utazott, hogy megbízói utasítására igyekezzen kapcsolatba lépni felsőbb körökkel. A honvédelmi miniszter, a vezérkari főnök, sőt Kállay miniszterelnök az ő telefonhívásaiból és leveleiből tudta meg, hogy a magyar fővárosban is van hivatalos szovjet rezidens, akivel kapcsolatba léphetnek. A politikai és katonai vezetés akkor nem élt a lehetőséggel. A hatóságok tudtak az osztag tevékenységéről, rádióikat bemérték, és robbantásaik után nagyobb erőket mozgósítottak ellenük, akik összesen 215 napon át működtek illegalitásban. A hajtóvadászat során közel 600 személyt fogtak el vagy likvidáltak. 1944. március végén Pataki Ferencet és segítőinek egy csoportját Budapesten letartóztatták. Augusztus 30-án Ungváron halálra ítélték, és a nyilas hatalomátvételt követően Sopronkőhidán kivégezték.
1983-ban a Szovjetunió Legfelsőbb Tanácsa Pataki Ferencet posztumusz Vörös Zászló érdemrenddel tüntette ki. A szibériai Cseremhovóban emlékét utcanév őrzi.